# Prospalta ochrisquamata
Prospalta ochrisquamata är en fjärilsart som beskrevs av W. Warren 1912. Prospalta ochrisquamata ingår i släktet Prospalta och familjen nattflyn. Inga underarter finns listade i Catalogue of Life.